# کاتسومی ماتسومورا
کاتسومی ماتسومورا (انگلیسی: Katsumi Matsumura؛ زادهٔ ۸ مارس ۱۹۴۴) بازیکن والیبال اهل ژاپن است.